# Бальцерс (футбольний клуб)
Бальцерс (нім. Fußballclub Balzers) — ліхтенштейнський футбольний клуб із міста Бальцерс. Виступає в швейцарській Першій лізі (3-я група). Клуб заснований 1932 року. Домашні матчі команда проводить на стадіоні Спортплатц Райнау, що вміщує 2 000 глядачів.

## Досягнення
Кубок Ліхтенштейну
- Володар (11 разів): 1964, 1973, 1979, 1981, 1982, 1983, 1984, 1989, 1991, 1993, 1997
- Фіналіст (17 разів): 1974, 1975, 1976, 1980, 1986, 1992, 1994, 1999, 2000, 2003, 2004, 2006, 2008, 2013, 2018, 2023, 2025

## Виступи в європейськи кубках
| Сезон   | Змагання          | Раунд | Клуб      | Рахунок  |
| ------- | ----------------- | ----- | --------- | -------- |
| 1993/94 | Кубок Кубків УЄФА | Q     | Албпетрол | 3-1, 0-0 |
|         |                   | 2Q    | ЦСКА      | 0-8, 1-3 |
| 1997/98 | Кубок Кубків УЄФА | Q     | БВСК      | 1-3, 0-2 |